# Spiazzi (Gromo)
Spiazzi di Gromo [ˈspjaʦːi diˈɡroːmo] (anche Spiazzi di Boario [ˈspjaʦːi diboˈaːɾjo] o semplicemente Spiazzi; Spiass de Gróm [ˈspjas dɛɡˈɾom , ˌspjazdɛɡˈɾom] o Spiass Boér [ˈspjas boˈeɾ , ˌspjazboˈeɾ] in dialetto bergamasco) è una località facente parte della frazione Boario del comune di Gromo (BG), e si trova in Val Seriana.

## Geografia fisica

### Territorio
La località Spiazzi si trova a est del comune di Gromo, ed è posta a circa 1.200 m s.l.m.
Dalla frazione di Boario con alcuni ripidi tornanti la strada continua la salita e dopo poche centinaia di metri si iniziano a incontrare le prime villette e palazzine di villeggiatura che compongono Spiazzi di Gromo. Da quel punto, e per i successivi due chilometri, la strada è nella sua quasi totale lunghezza accompagnata da un continuo susseguirsi di villette a schiera, bassi condomini e ville, sino ad arrivare al culmine finale della strada, a circa 1.200 metri s.l.m., nel largo Piazzale Avert dal quale partono gli impianti di risalita.
Alcune strade secondarie si staccano lungo la via Spiazzi; le prime portano al nucleo originario chiamato San Bernardino dalla omonima e minuscola chiesa posizionata a lato della mulattiera. Questo borgo è completamente composto da cascinali e case in pietra e ardesia, alcune con porticati e pavimenti in pietra levigata.
La successiva diramazione, via Roccolo, porta all'imbocco del sentiero della Val Sedornia (e da lì, con un tragitto di parecchie ore, sino al rifugio Curò sul Sentiero delle Orobie) e a un gruppo di ville edificate nei primi anni settanta.
Le successive due diramazioni portano una alla vecchia e abbandonata colonia per orfani di La Spezia, che ha funzionato per venti anni circa, la seconda verso il nucleo più vecchio delle case di villeggiatura la zona della Pineta; tale zona era originariamente nota come "strada dei dottori" data la presenza di alcuni medici tra i proprietari delle ville.
Questa diramazione parte dalla via Spiazzi col nome di via Pineta, all'altezza del bivio del Residence Tezza e percorre una strada, completamente immersa nei boschi del Monte Redondo, tagliando la Valle dei Mulini (così chiamata per la presenza di un minuscolo torrente che nei secoli passati alimentava alcuni piccoli mulini) e snodandosi tra alcune ville costruite dalla metà degli anni sessanta in poi. Un successivo bivio immette nella via dei Legni, che svolta repentinamente verso ovest e discende in maniera ripida verso il fondovalle. È la zona più umida dell'intero borgo e soffre di una forte carenza di ore di sole tutto l'anno, particolarmente durante il periodo invernale.
Salendo più in alto sulla via Spiazzi si trovano altre due diramazioni stradali, una che serve un piccolo agglomerato di villette e palazzine e l'altra che porta verso la zona dei Bares, formata dall'omonimo complesso edilizio e dalle ville del complesso Biancaneve.
La via Spiazzi prosegue poi portandosi in piano incrociando l'Albergo Vittoria, il confinante Piazzale Turani (rinominato Piazzale Papa Giovanni XXIII) e riprende poi a salire ripidamente, verso l'ultimo piazzale ove si trova l'Hotel Spiazzi, un bar,  la "Scuola Sci Spiazzi"  e, come già ricordato, gli impianti di risalita.

## Storia

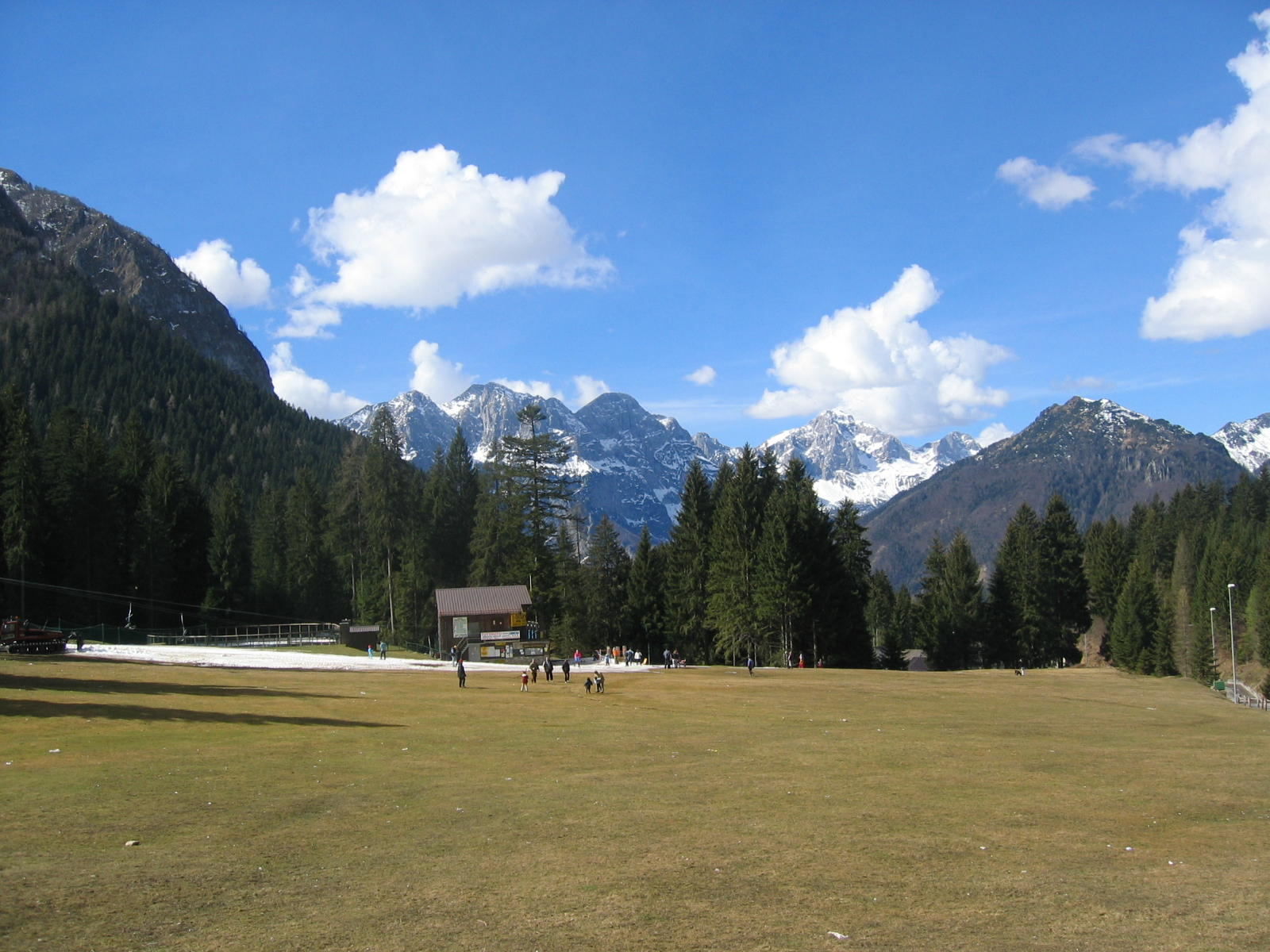
Lo Spiazzo Alto.

La mulattiera collega Gromo con Spiazzi. Il sentiero lastricato antico unico unione tra il fondovalle e la località Spiazzi. Il primo tratto di strada carreggiabile è stata realizzata negli anni '40 fino a Boario, mentre negli anni '60 la parte fino a Spiazzi, anche grazie alla nuova urbanizzazione con la costruzione di ville e case atte alla villeggiatura per la maggior parte proveniente dal milanese.
Tutto questo ebbe fine ad inizio anni settanta, quando alcune grosse società immobiliari edificarono complessi di condomini, scollegati dall'architettura alpina del luogo. A metà degli anni novanta, per via di una minor richiesta e di una maggior consapevolezza delle amministrazioni comunali, vennero fermate ulteriori nuove costruzioni.
La situazione odierna vede alcuni degli enormi prati che diedero il nome al luogo, gli "spiazzi", salvi dalle cementificazione e collegati tra loro e posti nella zona degli impianti di risalita. Un laghetto per l'abbeveraggio delle mucche che ogni estate pascolano sui vicini pendii punteggia il più meridionale dei due grandi spiazzi. Un secondo laghetto è stato creato quale risorsa idrica necessaria sia per l'innevamento invernale che quale bacino di raccolta acque a riparo di eventuali incendi.
Nel 2005 e nel 2006 il Comune di Gromo ha rilasciato a imprenditori e costruttori del posto nuove licenze per la costruzione di villette a schiera e piccole palazzine bi-trifamiliari (in particolare le aree di inizio via Bares e via Pineta).

### Impianti sciistici

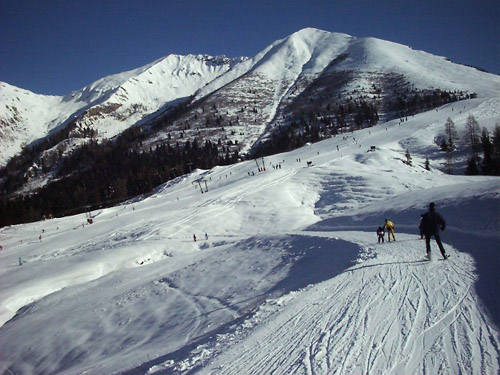
Le piste da sci sui Piani di Vodala.

Dalla zona dei grandi pascoli e in coincidenza con i due grandi parcheggi al termine della strada, partono gli impianti di risalita per lo sci alpino.
Il primo impianto fu una manovia costruita proprio nelle vicinanze del laghetto,  presto eliminata e mai sostituita da skilift, che vennero invece costruiti poco più a  nord.
Nei primi anni settanta vi erano cinque skilift che permettevano di sciare su circa 6–7 km di piste: gli skilift Avert 1 e Avert 2 sul pendio mediamente ripido dell'omonimo pizzo, gli skilift Pagherolo 1 e 2 poco più a sud, su un'unica pista molto larga e dalla pendenza dolce, e il più meridionale di tutti, lo skilift Orsini, sulle ripidissime pendici del monte Redondo, unica pista nera.
A metà anni settanta vi fu un primo tentativo per la costruzione di una seggiovia che portasse gli sciatori sugli ampii Piani di Vodala, situati a circa 1650 metri tra i monti Timogno e Redondo. La contemporanea istituzione del Parco Regionale delle Prealpi Orobie e i problemi con il vicino comune di Ardesio ostacolarono la costruzione della seggiovia, che venne abbandonata. Nel contempo venne costruito un nuovo skilift, il Baby, che permetteva di collegare la pista Orsini con la pista Pagherolo e funzionava anche come Campo Scuola per i maestri di sci. Lo skilift Avert 2 intanto era già stato eliminato per una effettiva inutilità e per lo scarso utilizzo (tuttavia nelle stagioni 2007 e 2008 era stato rimesso in funzione per consentire gli allenamenti dello Sci Club Spiazzi e le gare di slalom gigante del CSI). Il Pagherolo 2 venne invece spazzato via ben 2 volte da slavine e infine non ricostruito.
Nei primi anni ottanta iniziarono i lavori per la seggiovia biposto Spiazzi-Vodala (formata da 134 seggiole verdi della MEB, con una durata di circa 15-16 minuti) e le complementari piste di discesa: la pista rossa Pagherolo con un ripido tratto iniziale noto come Croce Blu e la pista nera Testa che si collega alla Pagherolo. Negli anni successivi tre nuovi skilift vennero costruiti nella zona dei Piani di Vodala: Baite A, Baite B e Vaccarizza (ad una altezza di 1.700 metri)
All'inizio del nuovo millennio fu costruita anche la seconda seggiovia, che sostituì il vecchio skilift Orsini prolungandone il percorso sino a raggiungere a sua volta i Piani di Vodala e permettendo così di creare una nuova lunga pista, utilizzando la parte vecchia dell'Orsini e la nuova lunga porzione, sino ai Piani di Vodala. Q
La nuova pista Orsini è tra l'altro stata omologata per gli slalom gigante dalla FISI e ha visto corrersi i campionati Nazionali nel marzo 2005.
Nel 2008 è stata costruita la seggiovia biposto fissa Vodala-Vaccarizza (formata da 91 seggiole rosse della Leitner, con una durata di circa 6-7 minuti) che sostituisce l'omonimo ski-lift e qualche anno più tardi lo storico skilift Baby è stato smantellato per costruire una seggiovia che consentisse minori tempi di attesa e due percorsi leggermente più allungati.
Vi è inoltre la seggiovia a 3 posti "Campo Scuola", che parte dagli Spiazzi (a circa un minuti con gli sci da Piazzale Avert) e arriva poco più sopra. Quest'ultima è formata da 52 seggiole e compie il percorso in soli 5 minuti).